# Maren Hammerschmidt
Maren Hammerschmidt, née le 24 octobre 1989 à Frankenberg, est une biathlète allemande, championne du monde du relais en 2017.

## Carrière
Hammerschmidt fait ses débuts internationaux en 2007 au Festival olympique de la jeunesse européenne à Jaca, où elle est médaillée de bronze sur la poursuite. Elle remporte deux titres aux Championnats du monde des moins de 19 ans en 2009 à Ruhpolding sur le sprint et le relais.
Chez les juniors, elle remporte le titre mondial du sprint en 2010 à Torsby.
Dans le circuit secondaire de l'IBU Cup, elle monte sur deux podiums lors de la saison 2011-2012 (deux deuxièmes places), suffisant pour finir en tête du classement général. Aux Championnats d'Europe 2012, à Osrblie, elle décroche la médaille de bronze avec le relais. Dans les Championnats d'Europe, elle collecte deux médailles d'argent en relais en 2014 à Nové Město et 2015 à Otepää. En Coupe du monde, elle fait ses débuts en mars 2012 à Khanty-Mansiïsk, où elle marque ses premiers points directement avec une 34e place.
Elle obtient ses premiers podiums en Coupe du monde lors de la saison 2015-2016, où elle est promue dans l'équipe première allemande, en relais simple mixte à Östersund avec Daniel Böhm et en individuel à Hochfilzen (sprint et poursuite). Elle est ensuite médaillée de bronze en relais pour ses premiers championnats du monde à Oslo.
Lors des Championnats du monde 2017, elle remporte le titre au relais avec Vanessa Hinz, Franziska Hildebrand et Laura Dahlmeier et est septième de l'individuel.
Aux Jeux olympiques d'hiver de 2018, à Pyeongchang, elle court seulement l'individuel, où elle est 17e. Lors de la saison 2017-2018, elle continue de contribuer au relais allemand, avec quatre podiums en Coupe du monde, dont un succès à Hochfilzen. Elle se fait ensuite une tendinite à la cheville à l'inter-saison qui l'empêche de concourir à hau niveau l'hiver qui suit. En 2019-2020, elle revient dans l'IBU Cup, pour monter sur le podium à Sjusjøen.
En 2021, elle participe de nouveau aux Championnats du monde, à l'occasion de l'édition de Pokljuka, où elle court seulement l'individuel (34e).

## Palmarès

### Jeux olympiques
| Édition / Épreuve | Individuel | Sprint | Poursuite | Mass start | Relais | Relais mixte |
| ----------------- | ---------- | ------ | --------- | ---------- | ------ | ------------ |
| Pyeongchang 2018  | 17e        | —      | —         | —          | —      | —            |

Légende :
- — : non disputée par Hammerschmidt

### Championnats du monde
| Édition / Épreuve | Individuel | Sprint | Poursuite | Mass start | Relais                    | Relais mixte | Relais mixte simple              |
| ----------------- | ---------- | ------ | --------- | ---------- | ------------------------- | ------------ | -------------------------------- |
| Holmenkollen 2016 | 27e        | —      | —         | —          | Médaille de bronze, monde | —            | Épreuve inexistante à cette date |
| Hochfilzen 2017   | 7e         | 55e    | 40e       | —          | Médaille d'or, monde      | —            | Épreuve inexistante à cette date |
| Pokljuka 2021     | 34e        | —      | —         | —          |                           | —            | —                                |

Légende :
- : première place, médaille d'or
- : deuxième place, médaille d'argent
- : troisième place, médaille de bronze
- — : non disputée par Hammerschmidt
- : pas d'épreuve

### Coupe du monde
- Meilleur classement général : 16e en 2018.
- 2 podiums individuels : 2 deuxièmes places.
- 12 podiums en relais : 6 victoires, 4 deuxièmes places et 2 troisièmes places.
- 2 podiums en relais mixte : 1 deuxième place et 1 troisième place.
- 1 podium en relais mixte simple : 1 troisième place.

 Dernière mise à jour le 5 décembre 2020. 

#### Classements en Coupe du monde
| Saison    | Classement général final | Individuel | Sprint | Poursuite | Mass start |
| 2011-2012 | 75e                      |            | 74e    | 64e       |            |
| 2012-2013 | 85e                      | nc         | 85e    | 75e       |            |
|           |                          |            |        |           |            |
| 2015-2016 | 25e                      | 29e        | 27e    | 23e       | 24e        |
| 2016-2017 | 21e                      | 7e         | 24e    | 18e       | 25e        |
| 2017-2018 | 16e                      | 23e        | 18e    | 16e       | 9e         |
|           |                          |            |        |           |            |
| 2019-2020 | 79e                      | nc         | nc     | 60e       |            |
| 2020-2021 | 43e                      | 33e        | 32e    | 54e       | 50e        |

### Championnats d'Europe
| Édition / Épreuve | Individuel                       | Super sprint                     | Sprint | Poursuite | Relais                           | Relais mixte                     | Relais mixte simple              |
| ----------------- | -------------------------------- | -------------------------------- | ------ | --------- | -------------------------------- | -------------------------------- | -------------------------------- |
| Osrblie 2012      | 6e                               | Épreuve inexistante à cette date | 13e    | 10e       | Médaille de bronze, Europe       | Épreuve inexistante à cette date | Épreuve inexistante à cette date |
| Bansko 2013       | —                                | Épreuve inexistante à cette date | 12e    | 12e       | —                                | Épreuve inexistante à cette date | Épreuve inexistante à cette date |
| Nové Město 2014   | 42e                              | Épreuve inexistante à cette date | 22e    | 15e       | Médaille d'argent, Europe        | Épreuve inexistante à cette date | Épreuve inexistante à cette date |
| Otepää 2015       | —                                | Épreuve inexistante à cette date | —      | —         | Médaille d'argent, Europe        | Épreuve inexistante à cette date | Épreuve inexistante à cette date |
| Minsk 2020        | Épreuve inexistante à cette date | 17e                              | 17e    | 15e       | Épreuve inexistante à cette date | 13e                              | —                                |

Légende :
- : première place, médaille d'or
- : deuxième place, médaille d'argent
- : troisième place, médaille de bronze
- — : non disputée par Hammerschmidt
- : pas d'épreuve

### Championnats du monde junior
- Torsby 2010 :
  -  Médaille d'or du sprint.
  -  Médaille de bronze de la poursuite.

### Championnats du monde jeunesse
- Médaille d'or du sprint et du relais en 2008.

### IBU Cup
- Gagnante du classement général en 2012.
- 4 podiums individuels.
- 1 victoire en relais mixte.